# 八興駅
八興駅（パルンえき）は朝鮮民主主義人民共和国咸鏡南道水洞郡に位置する朝鮮民主主義人民共和国鉄道省平羅線の駅である。

## 歴史
- 1937年12月16日：仁興駅として開業[1]。
- 日時不明：八興駅に改称。